# Abri Three Forks
L'abri Three Forks, en anglais Three Forks Shelter, est un refuge de montagne américain du comté de Clallam, dans l'État de Washington. Situé à 640 mètres dans les montagnes Olympiques, il a été construit au début des années 1930 par le Service des forêts des États-Unis dans un style rustique. Protégé au sein du parc national Olympique, il est inscrit au Registre national des lieux historiques depuis le 13 juillet 2007.